# Reichlingia annae
Reichlingia annae es una especie de arañas migalomorfas de la familia Barychelidae. Es el único miembro del género monotípico Reichlingia. Es endémica de Belice.